# Nguyễn Phúc Khoát
Nguyễn Phúc Khoát (chữ Hán: 阮福濶), hay Nguyễn Thế Tông, húy là Hiểu (chữ Hán: 曉), còn gọi là Chúa Võ, hiệu Vũ vương hay Võ vương (1714–1765) là vị chúa Nguyễn thứ 8 của chính quyền Đàng Trong trong lịch sử Việt Nam, ở ngôi từ năm 1738 đến năm 1765.

## Thân thế
Nguyễn Phúc Khoát sinh năm Giáp Ngọ (1714) đời vua Lê Dụ Tông. Ông là người gốc Gia Miêu (huyện Tống Sơn, Thanh Hóa), và là con trai trưởng của chúa Nguyễn Phúc Chú và mẹ là Thục phi Trương Thị Thư.
Lúc đầu, Nguyễn Phúc Khoát được phong là Chưởng dinh Tiền Thủy, tước Hiểu Chính hầu, làm phủ đệ ở Cơ Tiền Dực tại làng Dương Xuân (Thừa Thiên Huế).

## Sự nghiệp

### Về đối nội
Năm Mậu Ngọ (1738), Nguyễn Phúc Khoát nối ngôi khi 24 tuổi, được quan triều tôn là Thái bảo Hiểu Quận công, lấy hiệu là Từ Tế đạo nhân (vì ông chuộng đạo Phật).
Sau đó, Chúa Võ cho khởi công xây phủ mới, ở bên tả phủ cũ, và cho kiến thiết Đô thành Phú Xuân. Năm Kỷ Mùi (1739), công cuộc hoàn tất, triều thần tôn chúa là Thái phó Quốc công.
Cũng trong năm này, vua Chân Lạp là Nặc Bồn mang quân sang xâm phạm Hà Tiên. Mạc Thiên Tứ cùng vợ là Nguyễn Thị Hiếu Túc đánh đuổi được. Nghe tâu, Chúa Võ đặc cách phong Mạc Thiên Tứ làm đô đốc và vợ ông làm phu nhân.
Năm Canh Thân (1740), Chúa Võ quy định lại phép thi. Ngày 12 tháng 4 năm Giáp Tý (1744), quần thần dân biểu tôn Chúa Võ lên ngôi vương.
Kể từ đó, có nhiều cải cách được ban hành, như: phủ đổi thành điện, những gì trình lên vua gọi là tấu, Thân quân gọi là Vũ lâm quân, Văn chức đổi là Hàn lâm viện. Về hành chính thì chia làm 6 bộ: Lại, Hộ, Lễ, Binh, Hình và Công. Phàm văn thư vẫn dùng niên hiệu vua Lê nhưng đối với các thuộc quốc thì xưng là Thiên vương. Y phục từ quan đến dân cũng thay đổi. 

### Về đối ngoại

#### Ngoại giao với vua Lê, chúa Trịnh, và Thanh triều
Về mặt ngoại giao, Võ Vương áp dụng một sách lược khôn khéo, mềm dẻo. Đối với Đàng Ngoài, ông luôn luôn chu đáo đáp lễ, và giữ trung lập trong các cuộc tranh chấp, không theo phe nào, phe phò Lê hay phe theo Trịnh. Năm 1760, tuy nhận thư cầu cứu của Lê Duy Mật thúc đẩy ông diệt Trịnh phò Lê, Võ Vương nhất định không dấy binh khi. Và để ổn định tình giao hảo với triều Thanh, ông cống nạp điều đặn. Năm 1747, có một người Tàu (tên Lý Văn Quang) mưu giết cai bạ Nguyễn Cư Cẩn và xưng vương ở Đông Phố (Gia Định). Tuy hắn bị bắt sống cùng thủ hạ, Võ Vương không những tha chết cho hắn (tội tử hình) mà còn trả về Trung Quốc (cùng với một sĩ quan hải quân tên Lý Huệ Địch, từ tỉnh Triết Giang, bi đắm tàu trôi giạt vào bờ, năm 1756).

#### Chinh phạt Chân Lạp lần 1 (1753-1756)
Theo Đại Nam Thực Lục, vì việc triều Chân Lạp thường xuyên hiếp đáp và quấy nhiễu người Côn Man định cư tại Chân Lạp, nên phía Đàng Trong đã bàn bạc và quyết định chinh phạt nước Chân Lạp. Năm 1753, triều đình Đàng Trong sai sứ đưa thư sang Xiêm, một nước lớn thời bấy giờ đang tranh giành ảnh hưởng với Đàng Trong tại Chân Lạp, về việc chinh phạt Chân Lạp với lý do Chân Lạp là một nước phiên thần mà lại gây hấn nơi biên giới với xứ Đàng Trong và yêu cầu người Xiêm tương trợ triều Việt bắt giữ và giao lại quốc vương Nặc Nguyên nếu Nặc Nguyên thua trận và trốn sang Xiêm.
Mùa đông năm Quý Dậu (1753), chúa Võ sai Cai đội Thiện Chính 善政 (khuyết họ) làm thống suất, Ký lục Nguyễn Cư Trinh làm tham mưu, điều khiển tướng sĩ năm dinh Bình Khang, Bình Thuận, Trấn Biên, Phiên Trấn, Long Hồ đi đánh Nặc Nguyên. Quân tiến đến Ngưu Chử 牛渚 (Bến Nghé), lập dinh trại, kén sĩ tốt, trừ bị thêm nhiều, để làm kế khai thác.
Mùa hạ năm Giáp Tuất (1754), quan quân Việt chia hai đường từ Gia Định theo hướng Tây đánh Chân Lạp. Đại binh của Thiện Chính tiến theo đường Mỹ Tho. Kỳ binh của Nguyễn Cư Trinh tiến theo đường Bát Đông, gấp rút đến biên giới, theo đường Tần Lê Bắc ra Sông Cái cùng hội với đại quân với của Thiện Chính ở đồn Lô Yêm (Lvea Aem ល្វាឯម). Bốn phủ Chân Lạp là Lôi Lạt 雷巤, Tầm Bôn,, Cầu Nam và Nam Vang đều hàng. Nặc Nguyên bỏ chạy đến Tầm Phong Thu. Nguyễn Cư Trinh bèn sai quân chiêu dụ những người Côn Man để làm thanh thế tiến quân, nhưng gặp mưa lụt phải đóng quân lại.
Mùa xuân năm Ất Hợi (1755), thống suất Thiện Chính rút về đồn Mỹ Tho trước, lệnh cho người Côn Man rời bỏ Ca Khâm, dời về đồn Đông Xa tại Bình Thanh. Nhưng khi đến Vô Tà Ân, đoàn người Côn Man liền bị hơn một vạn binh của Chân Lạp tập kích, quân Côn Man sức yếu thế cô, liền đem hết xe chất thành lũy và một lòng chống giữ, mặt khác cho quân đi cấp báo.
Thiện Chính vì sông sâu đầm lầy ngăn trở nên không thể ứng cứu, Nguyễn Cư Trinh tức thì dẫn 5 đội tùy quân đến ứng cứu, quân Chân Lạp phải rút lui.
Nguyễn Cư Trinh đón hơn 5.000 trai gái dân Côn Man về trú dưới chân núi Bà Đinh (Bà Đen) rồi hạch tấu Thiện Chính về tội làm hỏng quân cơ, rút quân thiếu kỷ luật, bỏ rơi người mới quy phụ, không cứu viện, để quân giặc bắt đi.
Tấu được dâng lên, triều đình cho tra xét rồi giáng Thiện Chính xuống làm Cai đội, thu quyền Thống suất, ra lệnh cho Cai đội Trương Phúc Du làm Thống suất, dùng người Côn Man dẫn đường để tiến đánh Cầu Nam và Nam Vang và giết được một số Ốc nha. Nặc Nguyên chạy đến Hà Tiên nương tựa đô đốc Hà Tiên là Mạc Thiên Tứ.
Năm 1756, Nặc Nguyên nhờ Mạc Thiên Tứ làm trung gian, đổ lỗi việc sát hại người Côn Man do tướng Chiêu Chùy Ếch gây ra, xin hiến đất hai phủ là Tầm Bôn và Lôi Lạt để tạ tội, đồng thời xin cống nạp lễ vật còn thiếu ba năm trước đó để chuộc tội.
Chúa Võ lúc ấy không nhận lời xin , nhưng Nguyễn Cư Trinh đã dâng sớ tâu kế "tằm ăn dâu", khuyên Chúa nhận hai phủ mới và cho người Côn Man được định cư tại khu vực biên giới Việt - Chân Lạp để ngăn chặn việc Chân Lạp tái diễn gây hấn nơi biên giới. Trích lời sớ:
| “                 | Từ xưa, sở dĩ dùng đến binh, chẳng qua là muốn giết đứa cừ khôi, mở mang bờ cõi mà thôi. Nay Nặc Nguyên đã hối quá, biết nộp đất hiến của. Nếu không cho y hàng, thì y chạy trốn; mà từ Gia Định đến La Bích, đường sá xa xôi, không tiện đuổi đánh. Vậy muốn mở mang bờ cõi, chi bằng hãy lấy hai phủ ấy, giữ chặt phía sau cho hai dinh (Phiên Trấn và Trấn Biên). Năm xưa, đi mở phủ Gia Định, trước phải mở phủ Hưng Phước (Biên Hoà), rồi mới mở đến phủ Lộc Dã (Đồng Nai) để quân dân đoàn tụ, rồi mới mở đất Sài Côn. Đó là cái kế "tằm ăn dâu" đó. Nay từ Hưng Phước đến Sài Côn đường đi chỉ hai ngày, mà dân cư còn chưa yên tập, quân giữ cũng có đứa chưa khỏe; phương chi từ Sài Côn đến La Bích, đường đi trong sáu ngày, thú binh trụ phòng, thực sợ chưa đủ. Thần thấy rợ Côn Man đánh đường bộ rất tài, quân Chân Lạp cũng đã chột dạ. Nếu cho rợ Côn Man ở đấy, sai nó ngăn chống, lấy mọi đánh rợ, cũng là kế hay. Vậy nên xin cho nước Chân Lạp chuộc tội, lấy hai phủ ấy, cho thần xem xét tình thế, đặt luỹ đóng quân, cấp điền sản cho quân dân, chia địa giới, lấy châu Định Viễn để thâu cả toàn bức. | ” |
| — Nguyễn Cư Trinh | |   |

Chúa Võ thuận với lời tâu này, thâu nhận hai phủ mới, cho Nặc Nguyên lại làm quốc vương Chân Lạp, và cho nhóm người Côn Man được định cư tại khu vực Tây Ninh, dưới chân núi Bà Đen. Một nhóm người Côn Man đã được triều Việt di dời đến An Giang để bố trí phòng thủ biên giới Việt - Chân Lạp nơi thượng nguồn sông Hậu. Dần dần, nhóm này trở thành nhóm xóm Chà Châu Giang thuộc Châu Đốc tỉnh An Giang ngày nay.

#### Chinh phạt Chân Lạp lần 2 (1757)
Năm 1757, Nặc Nguyên mất, người chú họ là cựu vương Thommo Reachea IV (Nặc Nhuận) về nước nối ngôi. Nhưng Chúa Nguyễn Phúc Khoát ở Đàng Trong không công nhận vua mới mà buộc phải hiến hai phủ Preah Trapeang (Trà Vang) cùng Basac (Ba Thắc) mới chuẩn cho lập ngôi. Vì việc kì kèo tranh chấp này mà khiến cho quân lính dầu dãi mấy năm mà cuối cùng cũng không có ghi chép gì về việc chính quyền chúa Võ thiết lập bộ máy cai trị đối với Trà Vang, Ba Thắc
Giữa lúc đó triều đình Cao Miên phát sinh nội loạn. Nhị vương Cao Miên, em trai của Nặc Nguyên là Ang Hing (Nặc Hinh) đem quân tấn công Tam vương Ang Ton (Nặc Tôn), cháu nội của quốc vương. Nặc Tôn bỏ chạy đến Hà Tiên nương nhờ Mạc Thiên Tứ. Mạc Thiên Tứ đứng ra sắp xếp, xin chúa Nguyễn cho Nặc Tôn làm vua Chân Lạp. Chúa Nguyễn thuận và sai Mạc Thiên Tứ cùng tướng sĩ năm dinh hộ tống đưa Nặc Tôn về nước. Quân đội của họ Mạc và quân chúa Nguyễn giúp Nặc Tôn đánh về trong nước. Quân Mạc tiến vào thành U Đông, Nặc Hinh thua trận bỏ chạy đến đất Tầm Phong Xoài, sau đó bị tướng Ốc nha Uông bắt đem về kinh sư hành quyết. Ít lâu sau vua Nặc Nhuận băng hà, Nặc Tôn (Vương thái tôn) được lên kế vị. Để tạ ơn, Nặc Tôn dâng Tầm Phong Long cho chúa Nguyễn. Chúa Võ lấy xứ Sa Đéc đặt thành đạo Đông Khẩu, xứ Cù Lao Giêng ở Tiền Giang đặt làm đạo Tân Châu, xứ Châu Đốc ở Hậu Giang làm đạo Châu Đốc, rồi lấy binh dinh Long Hồ đến gìn giữ nơi địa đầu trọng yếu ấy.
Theo Đại Nam thực lục: Nặc Tôn bèn dâng đất Tầm Phong Long 尋楓龍 [Kompong Luong]. Phước Du và Cư Trinh tâu xin dời dinh Long Hồ đến xứ Tầm Bào 尋袍處 (nay là thôn Long Hồ, tức là tỉnh lỵ Vĩnh Long). Lại đặt đạo Đông Khẩu 東口道 ở xứ Sa Đéc 沙的, đạo Tân Châu 新洲道 ở Tiền Giang, đạo Châu Đốc 朱篤道 ở Hậu Giang, lấy quân dinh Long Hồ để trấn áp. Bấy giờ Nặc Tôn lại cắt năm phủ Hương Úc 香澳 [Kompong Som], Cần Vọt 芹渤 [Kampot], Chân Sâm 真森 [Chal Chun], Sài Mạt 柴末, Linh Quỳnh 靈瓊 để tạ ơn Mạc Thiên Tứ, Thiên Tứ hiến cho triều đình. Chúa cho lệ năm phủ ấy vào quản hạt Hà Tiên, Thiên Tứ lại xin đặt Giá Khê 架溪 [Rạch Giá] làm đạo Kiên Giang, Cà Mau 哥毛 làm đạo Long Xuyên, đều đặt quan lại, chiêu dân cư, lập thôn ấp, làm cho địa giới Hà Tiên ngày càng thêm rộng.
Riêng họ Mạc, Nặc Tôn tặng riêng năm phủ là Hương Úc, Cần Bột, Trực Sâm, Sài Mạt và Linh Quỳnh để đền ơn giúp đỡ. Mạc Thiên Tứ đem đất ấy dâng cho Chúa Nguyễn. Chúa Nguyễn cho sáp nhập vào Hà Tiên trấn, giao cho họ Mạc cai quản. Mạc Thiên Tứ chia đất đó thành hai đạo: xứ Rạch Giá là Kiên Giang đạo, xứ Cà Mau là Long Xuyên đạo, đặt quan cai trị, chiêu lập dân ấp., từ đó lãnh thổ Hà Tiên trấn được mở rộng đáng kể..
Năm Đinh Sửu (1757), theo đề nghị của ký lục dinh Long Hồ là Nguyễn Cư Trinh và thống suất Trương Phước Du, Chúa Võ thuận cho dời trị sở dinh Long Hồ và châu Định Viễn từ Cái Bè (Tiền Giang) về xứ Tầm Bào thuộc địa phận Long Hồ thôn (tức vùng chợ Vĩnh Long ngày nay). Cử Tống Phước Hiệp làm lưu thủ, đồng thời còn cho lập ba đạo để hỗ trợ việc coi giữ đó là: Đông Khẩu (ở phía Nam Sa Đéc), Tân Châu (ở đầu Cù lao Giêng, không phải tại thị trấn Tân Châu ngày nay) và Châu Đốc.

## Chính sự suy thoái những năm cuối đời
Trong những năm cuối đời, Chúa Võ trở nên tự đắc. Ông say mê tửu sắc, không còn thiết tha việc nước nữa. Theo thông tin trên trang Nguyễn Phước tộc, thì: 
Trong những năm về sau, mãi sống trong cảnh thanh bình, xa hoa, ngài [Võ vương] đâm ra say mê tửu sắc, không thiết tha việc nước, xa rời nhiệm vụ của bậc đế vương. Thêm vào đó, để dễ dàng trong việc tiếm quyền, Trương Phúc Loan [cậu ruột của Võ vương] đã khuyến dụ ngài đi vào con đường nữ sắc. Một cung phi rất được ngài sủng ái là Công nữ Nguyễn Phúc Ngọc Cầu, con của Dận quốc công Nguyễn Phúc Điền (chú ruột của Võ vương). Đây chính là mầm mống gây cảnh suy tàn của triều đại sau này..
Chính sự họ Nguyễn cuối thời Nguyễn Phúc Khoát đã gây những ảnh hưởng tiêu cực cho dân chúng. Hệ thống thuế khóa phức tạp, cồng kềnh, nặng nề, quan cấp dưới lạm thu để tham nhũng khiến dân phải nộp nhiều hơn quy định. Thuế thổ sản có tới hàng ngàn thứ, tính cả những sản vật nhỏ nhặt. Năm 1741, Phúc Khoát ra lệnh truy thu thuế của cả những người bỏ trốn. Tới năm 1765 lại có lệnh truy thu thuế còn thiếu của 10 năm trước.
Chúa Võ còn ủy thác cho Trương Phước Loan nắm quyền, dân Đàng Trong càng bị bóc lột nặng nề hơn. Loan nổi tiếng là tham lam, vơ vét của công, mua quỵt của các thương nhân nước ngoài. Có đợt sau trận lụt, nhà Loan bày vàng ra phơi "sáng chóe" cả sân. Thất bại trước những cuộc đụng độ với Xiêm La cộng với sưu thuế nặng nề, cùng tình trạng tham nhũng tại địa phương khiến cho chính quyền chúa Nguyễn càng càng suy yếu đi.
Các quan lại cấp dưới cũng học theo thói xa xỉ đó, nạn tham ô, hối lộ cũng vì thế mà ngày càng nghiêm trọng. Lê Quý Đôn trong Phủ Biên tạp lục có nhận xét về thời kỳ này của chúa Nguyễn Đàng Trong là: "... từ quan to đến quan nhỏ, nhà cửa chạm trổ, tường xây bằng gạch đá, trướng vóc màn the, đồ dùng toàn bằng đồng, bằng sứ, bàn ghế bằng gỗ đàn, gỗ trắc, ấm chén bằng sứ, yên ngựa – dây cương đều nạm vàng, nạm bạc, quần áo là lược, nệm hoa, chiếu mây, lấy phú quý phong lưu để khoe khoang lẫn nhau... Họ coi vàng bạc như cát, thóc gạo như bùn, hoang phí vô cùng..."
Ngày 7 tháng 7, năm 1765, Chúa Võ Nguyễn Phúc Khoát qua đời, thọ 51 tuổi. Ông được táng tại Trường Thái lăng ở làng La Khê (Hương Trà, Thừa Thiên). Đến đời Gia Long, Chúa Võ được thờ tại Thái Tổ Miếu (tức Thái Miếu trong Hoàng thành Huế), án thứ tư bên tả.
Nguyễn Phúc Thuần, con trai thứ 16 của Chúa Võ lên ngôi, dâng thụy hiệu cho cha là: Trí Hiếu Vũ Vương. Năm Bính Dần (1806), Vua Gia Long truy tôn là: Trí Hiếu Võ Hoàng Đế, miếu hiệu là Thế Tông.

## Gia quyến

### Phi tần
Chúa Vũ Nguyễn Phúc Khoát có nhiều cung phi tần ngự, nhưng chỉ rõ tên của một số vị.
| Phong hiệu                   | Tên                  | Sinh mất                   | Ghi chú |
| ---------------------------- | -------------------- | -------------------------- | --- |
| Hiếu Vũ Hoàng hậu (孝武皇后) | Trương Thị Dung      | 1712 – 8 tháng 11 năm 1736 | Người Thanh Hóa, con gái của Chưởng cơ Trương Văn Sáng. Sơ phong Hữu Cung tần, khi mất được tặng làm Tu nghi rồi tấn tôn làm Thái phi. Mẹ của Khang vương Nguyễn Phúc Luân (cha của vua Gia Long). Vua Gia Long truy tôn Ôn Thành Huy Ý Trang Từ Dục Thánh Hiếu Vũ Hoàng hậu (溫誠徽懿莊慈毓聖孝武皇后), đặt tên lăng là Vĩnh Thái, được phối thờ với Vũ vương ở Thái Miếu. |
| Chiêu nghi (昭儀)            | Trần Thị Xạ          | 1716 – 23 tháng 8 năm 1750 | Người Quảng Bình, con gái của Khám lý Năng Tài hầu (không rõ tên). Cung tần được đắc sủng của chúa Vũ, sơ phong Quý nhân, khi mất được tặng làm Chiêu nghi. |
|                              | Nguyễn Phúc Ngọc Cầu | 1734 – 8 tháng 7 năm 1804  | Con gái của Dận Quốc công Nguyễn Phúc Điền, tức em họ, đồng thời là sủng phi của chúa Vũ. Cùng với quyền thần Trương Phúc Loan lập mưu đưa công tử Thuần lên ngôi chúa, tức chúa Định Nguyễn Phúc Thuần. Gia Long tặng làm Tuệ Tĩnh Thánh Mẫu Nguyên Sư (慧淨聖母元師). |
| Tả cung tần (左宮嬪)         | Trương Thị Hoàng     |                            | |
| Tả cung tần (左宮嬪)         | Trương Thị Bích      |                            | |
| Tả cung tần (左宮嬪)         | Trương Thị Cơ        |                            | |
| Tả cung tần (左宮嬪)         | Tống thị             |                            | |
| Hữu cung tần (右宮嬪)        | Tống Thị Quyên       |                            | |
| Cung tần (左宮嬪)            | Vũ Thị Huyên         |                            | |
|                              | Nguyễn Thị Khoa      |                            | |
|                              | Đặng Thị Trúc        |                            | |
|                              | Trần Thị Thanh       |                            | |

### Hậu duệ
Chúa Nguyễn Phúc Khoát có 18 công tử và 12 công nữ, nhiều người trong số họ không rõ mẹ là ai.
| Số thứ tự | Phong hiệu, chức vị              | Tên                                         | Sinh mất                                    | Mẹ                                | Ghi chú |
| --------- | -------------------------------- | ------------------------------------------- | ------------------------------------------- | --------------------------------- | --- |
| Công tử   |                                  |                                             |                                             |                                   | |
| 1         | Thành công                       | Nguyễn Phúc Chương Nguyễn Phúc Trà          | 26 tháng 4 năm 1732 – 31 tháng 12 năm 1763  | Hiếu Vũ Hoàng hậu Trương Thị Dung | Không rõ chức vị lúc đương thời. Khi mất được Gia Long truy tặng tước Thành công, thụy là Cương Chính. Mộ táng tại làng Dương Xuân, hợp thờ ở đền Triển Thân (Huế). Chỉ có một con gái tên là Ngọc Bình, không có con trai. |
| 2         | Hiếu Khang Hoàng đế (孝康皇帝)   | Nguyễn Phúc Luân                            | 11 tháng 6 năm 1733 – 24 tháng 10 năm 1765  | Hiếu Vũ Hoàng hậu Trương Thị Dung | Sơ phong chức Chưởng cơ, được chỉ định lên ngôi sau khi chúa Vũ mất. Bị quyền thần Trương Phúc Loan bắt giam để đưa em là Nguyễn Phúc Thuần lên thay. Luân kinh sợ mà chết trong ngục. Cha của vua Gia Long, được truy tôn miếu hiệu Hưng Tổ (興祖). |
| 3         | Nội tả Chưởng doanh              | Nguyễn Phúc Văn Nguyễn Phúc Mão             | 23 tháng 2 năm 1734 – 1773                  | Nguyễn Thị Khoa                   | Sơ phong chức Nội tả bộ cơ Chưởng doanh. Bị quyền thần Trương Phúc Loan vu oan rồi dìm ông xuống phá Tam Giang. Trước có công nuôi dưỡng Gia Long, con cháu được cấp ruộng đất lo việc thờ tự. Mộ táng tại làng Cư Chánh, nhà thờ ở làng Long Hồ (Thừa Thiên). Có một con trai tên Liêm. |
| 4         | Tiết chế thủy bộ Thành Quận công | Nguyễn Phúc Cường Nguyễn Phúc Thành         | 4 tháng 4 năm 1735 – 1775                   | không rõ                          | Năm Giáp Ngọ (1774), được phong chức Tiết chế thủy bộ, tước Thành Quận công. Năm đó, cùng Nguyễn Cửu Pháp nộp Trương Phúc Loan cho Hoàng Ngũ Phúc. Năm sau, theo hộ giá chúa Định Nguyễn Phúc Thuần đến Quảng Nam, bệnh nặng rồi mất tại đây. Có năm con trai là Chiêu, Quý, Đàm, Hoảng và Diệu. |
| 5         | Ý công                           | Nguyễn Phúc Dục Nguyễn Phúc Bảo (hoặc Bửu)  | không rõ                                    | Hiếu Vũ Hoàng hậu Trương Thị Dung | Không rõ đương thời giữ chức gì, được truy tặng làm Cẩm y vệ, Đô chỉ huy sứ, thụy là Chính Trực, thờ tại đền Triển Thân. Gia Long gia phong thêm tước Ý công. Có ba con trai là Lân, Huy và Hiệp. |
| 6         | Thiếu phó                        | Nguyễn Phúc Chất                            | 13 tháng 5 năm 1737 – 14 tháng 7 năm 1777   | không rõ                          | Dương thời giữ chức Tiết chế bộ Binh. Năm Giáp Ngọ (1774), chống lại quân chúa Trịnh, bị thua. Năm sau ở lại Quảng Nam giúp Tân Chính vương là Nguyễn Phúc Dương, con của người em là Hiếu Tuyên vương Hạo. Dương lên làm chúa, Chất được phong Thiếu phó. Mộ và nhà thờ đều ở Dương Xuân (Thừa Thiên). Có hai con trai là Cán và Trường. |
| 7         | Chưởng doanh Quận công           | Nguyễn Phúc Kính                            | không rõ                                    | Chiêu nghi Trần Thị Xạ            | Sơ phong Hữu dực Cai đội, năm Giáp Ngọ (1774) được phong Chưởng doanh Quận công. Năm sau theo chúa vào Gia Định, bão lớn đánh chìm thuyền của Kính. Mộ gió được táng tại Dương Xuân (Thừa Thiên). Có ba con trai là Tình, Tuyền và Đạo. |
| 8         | không rõ                         | Nguyễn Phúc Bản Nguyễn Phúc Quy             | 24 tháng 5 năm 1739 – ?                     | Chiêu nghi Trần Thị Xạ            | Không rõ truyện. Mộ táng tại làng Nguyệt Biều (Thừa Thiên), nhà thờ không rõ ở đâu. Có một con trai là Sóc và một con gái không rõ tên. |
| 9         | Hiếu Tuyên vương                 | Nguyễn Phúc Hạo                             | 27 tháng 12 năm 1739 – 4 tháng 4 năm 1760   | Cung tần Trương Thị Hoàng         | Ban đầu được lập làm Thế tử, nhưng mất sớm. Mộ táng và nhà thờ đều ở làng Long Hồ (Thừa Thiên). Con trai là chúa Nguyễn Phúc Dương, cai trị song song với chúa Định. |
| 10        | Cai cơ                           | Nguyễn Phúc An Nguyễn Phúc Chiêu            | 2 tháng 8 năm 1740 – 14 tháng 3 năm 1772    | Đặng Thị Trúc                     | Sơ phong chức Thủy cơ Cai đội, khi mất được tặng chức Cai cơ. Mộ táng tại làng Cư Chánh, nhà thờ ở làng Dương Phẩm (Thừa Thiên). Có ba con trai là Bính, Chương và Thân, và 2 hai con gái. |
| 11        | Cai đội                          | Nguyễn Phúc Tuấn                            | 28 tháng 8 năm 1742 – 23 tháng 5 năm 1764   | Chiêu nghi Trần Thị Xạ            | Không rõ truyện, được tặng làm Cai đội. Mộ táng tại làng Nguyệt Biều (Thừa Thiên). Chỉ có một con gái, không có con trai. |
| 12        | Tiết chế Chưởng doanh Quận công  | Nguyễn Phúc Yến Nguyễn Phúc Viêm            | 26 tháng 10 năm 1743 – 2 tháng 5 năm 1776   | Chiêu nghi Trần Thị Xạ            | Không rõ truyện, được tặng làm Tiết chế Chưởng doanh Quận công. Mộ và nhà thờ đều ở Dương Xuân (Thừa Thiên). Có ba con trai là Hán, Tấn và Hoảng. |
| 13        | Tiết chế Chưởng doanh Quận công  | Nguyễn Phúc Đạn Nguyễn Phúc Trường          | 26 tháng 2 năm 1744 – 15 tháng 2 năm 1786   | Trần Thị Thanh                    | Năm Giáp Ngọ (1774), được phong chức Tiết chế Chưởng doanh Quận công. Mộ táng tại làng Dương Hòa, nhà thờ ở làng Vạn Xuân (Huế). Có hai con trai là Thự và Cẩn. |
| 14        | không rõ                         | Nguyễn Phúc Quyền                           | 2 tháng 6 năm 1749 – ?                      | không rõ                          | Cùng em là công tử Xuân đến Quảng Nam dấy quân đánh giặc, được một lái buôn nhà Thanh tên là Tất đem gia tài của cải giúp sức chiêu mộ quân binh. Quân của hai ông chiếm giữ được phủ Thăng Bình và Điện Bàn, chống lại quân của Nguyễn Nhạc, hai bên cầm cự hơn 2 tháng. Gặp năm mất mùa đói kém, quân thiếu lương ăn, quân của Nguyễn Nhạc thừa thế tiến đánh, quân của Quyền tan rã. Không rõ sau đó Quyền đi đâu.                            |
| 15        | Thiếu bảo Quận công              | Nguyễn Phúc Điệu (hoặc Diệu)                | 1753 – ?                                    | Nguyễn Phúc Ngọc Cầu              | Mất sớm, không có truyện, sau được tặng làm Thiếu bảo Quận công. Mộ táng bên cạnh bà Ngọc Cầu. |
| 16        | Hiếu Định Hoàng đế (孝定皇帝)    | Nguyễn Phúc Thuần                           | 31 tháng 12 năm 1754 – 18 tháng 10 năm 1777 | Nguyễn Phúc Ngọc Cầu              | Được quyền thần Trương Phúc Loan đưa lên ngôi chúa thay cho người anh là Nguyễn Phúc Luân, gọi là chúa Định. Ròng rã mấy năm trời giao chiến với phe của chúa Trịnh và nhà Tây Sơn, cuối cùng chúa Định thất trận, bị chém tại Long Xuyên. Cháu là vua Gia Long truy tôn miếu hiệu Duệ Tông (睿宗). |
| 17        | Chưởng cơ Thiếu phó Quận công    | Nguyễn Phúc Xuân                            | 1 tháng 12 năm 1757 – 14 tháng 12 năm 1780  | Cung tần Vũ Thị Huyên             | Sơ phong Chưởng cơ. Cùng anh là công tử Quyền đến Quảng Nam chống quân Nguyễn Nhạc, bị thua trận mà bỏ chạy đến Vị Nê (Mũi Né) thuộc tỉnh Bình Thuận. Cùng Mạc Thiên Tứ sang Xiêm xin cứu viện nhưng không được, lại bị vua Xiêm nghi ngờ có ý đoạt thành Vọng Các, bị hại chết. Gia Long tặng làm Thiếu phó Quận công. Mộ táng tại làng Dương Xuân (Thừa Thiên), cho thờ tại miếu Trung tiết Công thần. Có một con trai là Dịch và một con gái. |
| 18        | Phúc Long công                   | Nguyễn Phúc Thăng                           | 21 tháng 12 năm 1762 – 29 tháng 7 năm 1819  | Cung tần Tống Thị Quyên           | Sống đến khi vua Gia Long thống nhất đất nước, rất được vua quý. Có bốn con trai là Thạnh (hoặc Thành), Vĩnh, Tường, Thùy. Thành mất sớm nên em là Vĩnh tập phong Phúc Long bá. |
| Công nữ   |                                  |                                             |                                             |                                   | |
| 1         |                                  | Nguyễn Phúc Ngọc Tuyên                      | 1738 – 1809                                 | Cung tần Tống thị                 | Chồng là Tiết chế Chưởng doanh Nguyễn Cửu Thống. Bà có công lớn trong việc dụ Lê Chất ra hàng. |
| 2         |                                  | Nguyễn Phúc Ngọc Nguyện                     | 1726 – 1773                                 | không rõ                          | Chồng là Cựu doanh Trấn thủ Chưởng cơ Trương Phúc Thăng (con của Trương Phúc Loan). |
| 3         |                                  | Nguyễn Phúc Ngọc Thành                      | 1740 – 1773                                 | không rõ                          | Chồng là Nội tả Chưởng doanh Nguyễn Cửu Quản (con của Nguyễn Cửu Uyển và là cháu của Nguyễn Cửu Kiều). |
| 4         |                                  | Nguyễn Phúc Ngọc Ái                         | 1743 – 1775                                 | không rõ                          | Chồng là Tiết chế Chưởng cơ Nguyễn Cửu Sách (con của Nguyễn Cửu Pháp). |
| 5         |                                  | Nguyễn Phúc Ngọc Muội                       | 1749 – 1825                                 | Cung tần Trương Thị Bích          | Chồng là Cai đội Trương Phúc Đạo. Tên thụy là Uyên Từ. |
| 6         |                                  | Nguyễn Phúc Ngọc Quận                       | 1751 – 1776                                 | không rõ                          | Chồng là Chưởng doanh, Thái bảo Quận công Tống Phúc Khuông. Vợ chồng không hòa hợp nên bỏ về nhà, đến Quảng Ngãi, bị giặc bắt được, đem dìm chết ở sông Hội An thuộc Quảng Nam. Người đầy tớ vớt thi hài và mai táng cho chúa. Gia Long năm thứ 5 (1806) đem về mai táng ở xã An Cựu (Thừa Thiên). |
| 7         |                                  | Nguyễn Phúc Ngọc Thụ                        | 1739 – 1775                                 | Cung tần Trương Thị Cơ            | Chồng là Cai cơ Trương Phúc Nhạc (con thứ ba của Trương Phúc Loan). Năm 1775, theo chồng vào Gia Định. Nhạc mất, bà theo Gia Long ra đảo Phú Quốc, bị giặc giết tại Hà Tiên. |
| 8         |                                  | Nguyễn Phúc Ngọc Xuyến Nguyễn Phúc Ngọc Huy | không rõ                                    | không rõ                          | Chồng là Cai cơ Nguyễn Cửu Tú (con của Nguyễn Cửu Thông). |
| 9         | Đệ nhất Cung hoàng nữ            | Nguyễn Phúc Ngọc Dao                        | không rõ                                    | Hiếu Vũ Hoàng hậu Trương Thị Dung | Mất sớm, thụy là Trinh Thục, được thờ ở hậu đền Triển Thân. Gia Long tặng làm Đệ nhất Cung hoàng nữ. |
| 10        |                                  | khuyết danh                                 | không rõ                                    | không rõ                          | Chồng là Cai đội Chiểu (không rõ xuất thân). |
| 11        |                                  | Nguyễn Phúc Ngọc Cơ                         | không rõ                                    | không rõ                          | Không rõ truyện (có lẽ mất sớm). |
| 12        |                                  | khuyết danh                                 | không rõ                                    | không rõ                          | Chồng là Cai cơ Tín (không rõ họ). |

## Nhận xét
Trong Từ điển nhân vật lịch sử Việt Nam có đoạn: 
Nguyễn Phúc Khoát thông minh, cương nghị, cả quyết, việc gì định làm thì nhất quyết làm cho bằng được, nên đôi khi tàn nhẫn...
Ông được nhiều nhân tài phù tá, nổi bật nhất là tướng Nguyễn Cư Trinh, nhờ đó mà việc nội trị và ngoại giao đều tốt đẹp.